# Rüdiger Stenzel
Rüdiger Stenzel (Alemania, 16 de abril de 1968) es un atleta alemán retirado especializado en la prueba de 1500 m, en la que consiguió ser subcampeón mundial en pista cubierta en 1997.

## Carrera deportiva
En el Campeonato Mundial de Atletismo en Pista Cubierta de 1997 ganó la medalla de plata en los 1500 metros, llegando a meta en un tiempo de 3:37.24 segundos, tras el marroquí Hicham El Guerrouj y por delante del keniano William Tanui (bronce).